# ジュリアン・エデルマン
ジュリアン・フランシス・エデルマン（Julian Francis Edelman、1986年5月22日 - ）は、元アメリカンフットボール選手。NFLのニューイングランド・ペイトリオッツに所属していた。ポジションはワイドレシーバー (WR) およびパントリターナー。なお、ケント州立大学ではクォーターバック (QB) として活躍した。

## 経歴

### 幼少期
エデルマンはカリフォルニア州レッドウッドシティに生まれた。両親はアンジーとフランシス。父方はユダヤ系の家系であったが、彼自身はクリスチャンとして育った。近年のインタビューでは、彼自身はユダヤ人であると答えている。カリフォルニア州ウッドサイドにあるウッドサイド・ハイスクールではクォーターバック (QB) としてプレイした。高校で最高学年だった2004年、所属していたワイルドキャッツは13勝0敗という記録を残した。

### 大学時代
高校を卒業後、カレッジ・オブ・サン・マテオに1年所属し、ケント州立大学に転学した。ケント州立大学では経営管理論を専攻した。ケント州立大学でもクォーターバックとして活躍した。

### ニューイングランド・ペイトリオッツ時代

#### ドラフトまで
2009年のドラフト前のスカウティングコンバインには招待されず、3月12日のプロデイで、40ヤード走で4.51秒、ショートシャトルランにおいて3.91秒の記録を出した。この3.91秒はこの年のスカウティングコンバインの最速記録3.96秒よりも速い。その後、ドラフト前のプライベートワークアウトを実施したニューイングランド・ペイトリオッツに7巡目23位（全体232番目）でドラフトされた。4年契約で総額156万ドル、48万7千ドルの契約金を含むものであった。

#### 2009年シーズン
プレシーズンのイーグルス戦でエデルマンは75ヤードのパントリターンタッチダウンを記録した。公式戦ではウィーク1の試合を足首の怪我で欠場。プロ初先発はウィーク2のジェッツ戦であった。この試合はウェス・ウェルカーが2007年に加入後、初めて欠場した試合でもあった。エデルマンは8キャッチ98ヤード、2回のキックオフリターンで38ヤード、1回のパントリターンで2ヤード、合計で138ヤード記録した。テネシー・タイタンズ戦で腕を骨折しウィーク10のコルツ戦で復帰した。この試合でトム・ブレイディからのパスでプロ初タッチダウンレシーブを記録。ウェス・ウェルカーがテキサンズ戦で足の靭帯を断裂し戦列を離れた後はエデルマンが代役を務めた。10キャッチ103ヤードの記録を残し、初の100ヤード越えを記録した。レギュラーシーズンの記録は、37キャッチ359ヤード、1タッチダウン、パントリターン6回・キックオフリターン11回合計で304ヤードであった。
ワイルドカードプレイオフのレイブンズ戦では6回44ヤード、2タッチダウンを記録、ルーキーがプレイオフで2つのレシービングタッチダウンは、1995年シーズンのデトロイト・ライオンズのデイヴィッド・スローアン以来である。ペイトリオッツは14-33で敗戦しシーズンを終えた。

#### 2010年シーズン
この年は、2人のルーキータイトエンド、アーロン・ヘルナンデス、ロブ・グロンコウスキーの大活躍により、エデルマンは出場機会が減り、ウィーク15までで、合計わずか4キャッチ14ヤードであった。ウィーク17のドルフィンズ戦では、ウェス・ウェルカー、ディオン・ブランチ、アーロン・ヘルナンデスの欠場により、エデルマンは3キャッチ72ヤード、94ヤードのパントリターンタッチダウンを記録した。このリターンタッチダウンは2001年のウィーク17パンサーズ戦で、トロイ・ブラウンが記録した以来のパントリターンタッチダウンであり、94ヤードはペイトリオッツの球団最長記録である。この年エデルマンはリーグ2位のパントリターン1回平均15.3ヤードを記録した、1位はシカゴ・ベアーズのデビン・ヘスターであった。この年エデルマンは7キャッチ86ヤード、21回321ヤードのパントリターンを記録した。

#### 2011年シーズン
エデルマンはウィーク10のジェッツ戦でディフェンスバック陣の怪我により4Qに代役でディフェンスバックとして投入された。初タックルはジェッツのラディニアン・トムリンソンへされたものであり、このタックルでラディニアン・トムリンソンは膝の靱帯を怪我した。ウィーク11のチーフス戦ではニッケルバックとして出場、また72ヤードのパントリターンタッチダウンを記録し初のAFCスペシャルチーム・オブ・ザ・ウィークに選出された。ウィーク12のイーグルス戦ではQBのビンス・ヤングにタックルし、タッチダウンを阻止、その週では「"Hardest Working Man"（NFLで最もよく働く選手）」にノミネートされた。エデルマンはレギュラーシーズン13試合出場で4キャッチ34ヤード、パントリターン・キックオフリターン合計で584ヤードを記録した。プレイオフでのAFCチャンピオンシップ、レイブンズ戦ではオフェンスの67プレイ中27プレイに参加、ディフェンスの73プレイ中27プレイに参加、ペイトリオッツは23-20で勝利し第46回スーパーボウルに出場するも、またもニューヨーク・ジャイアンツに敗北した。

#### 2012年シーズン
エデルマンはウィーク3のレイブンズ戦以降怪我で3試合欠場する。ウィーク11のコルツ戦はキャリアベストのゲームであった、5キャッチ58ヤード1タッチダウン、リバースプレイで47ヤード走り、2回のパントリターンで117ヤード、うち1つは68ヤードのリターンタッチダウンであった。キャリア3つのパントリターンタッチダウンで球団記録タイと並んだ。エデルマンはこの試合全プレイ合計222ヤード稼ぎ、2タッチダウンを記録。翌ウィーク12のジェッツ戦でチームは第2Qで5タッチダウンを奪い、エデルマンはその内2つのタッチダウンに絡む。1つは22ヤードのファンブルリカバータッチダウン、もう1つは56ヤードのタッチダウンレシーブであった。エデルマンは頭の怪我で途中退場したものの、2試合続けてリターンタッチダウンとタッチダウンレシーブを記録したNFLで最初の選手となった。しかしながら翌ウィーク13のドルフィンズ戦でエデルマンは右足を骨折で故障者リスト入りし、シーズンを終えた。9試合出場で 21キャッチ235ヤード、パントリターン・キックオフリターン20回合計で301ヤードの成績だった。この年をもってルーキーからの契約を終了し、フリーエージェントとなったが、ペイトリオッツは1年で最大101万ドル（基本給:$715,000 保証なし、キャッチ数でインセンティブボーナス付き）で再契約した。潜在能力の高いものの、出場機会の減少と怪我で、思うような成績を挙げられなかったが故にチームはエデルマンを破格の安さで引き止めることに成功した。

#### 2013年シーズン
この年エデルマンはキャリアで最高のシーズンを送ることになる。背景としては、昨シーズンのチームの主要ターゲット達がチームを去ったことである。ウェス・ウェルカー（デンバー・ブロンコスへ移籍）、アーロン・ヘルナンデス（解雇）、ブランドン・ロイド（放出）、ダニー・ウッドヘッド（サンディエゴ・チャージャーズへ移籍）。そこでウェス・ウェルカーの代役としてダニー・アメンドーラをフリーエージェントでセントルイス・ラムズから獲得、5年間総額2850万ドル（1000万ドル保証）で高額契約し、期待されたものの、チームのオフェンスシステム習得に時間がかかりトム・ブレイディとのコンビネーションが合わず、期待されたほどの活躍はできなかった。必然的にチーム在籍が一番長いエデルマンが先発、メインターゲットとなる。
ウィーク1のビルズ戦で2つのタッチダウンレシーブ、3回のパントリターンで32ヤードを記録。キャリアで75回のパントリターンで975ヤードを獲得したことで1回平均のパントリターンヤード13.0ヤードでNFL史上トップの記録をマークした。ウィーク12のブロンコス戦では9キャッチ110ヤード2タッチダウンの活躍で、後半で24点差を逆転する歴史的勝利に貢献した。この年エデルマンは16試合で105キャッチ1,056ヤード6タッチダウン、35回のパントリターンで374ヤードを記録した。この活躍により、オフの契約更改では4年間総額1700万ドル（800万ドル保証）の契約を勝ち取った。

#### 2014年シーズン
2014年シーズンでは、14試合で先発出場した。シーズンの成績は92キャッチ972ヤード、4タッチダウンであった。ウィーク9のブロンコス戦ではパントリターンTDで84ヤードを記録した。なお、サイドラインでそれを見ていたトム・ブレイディは全速力でエンドゾーンのエデルマンまで向かって祝福した。このことについてエデルマンは試合後のインタビューで「あんなに早く走ったブレイディは見たことがないよ」とジョークを飛ばした。ウィーク14のチャージャーズ戦で、トム・ブレイディが投げたパスをキャッチした後に2人のブロックをかわし、69ヤードを走ってタッチダウンを決めた。これが決勝点となり、ペイトリオッツは23対14で勝利した。
ポスト・シーズンでは、2015年1月10日のレイブンズ戦（ディビジョナルプレイオフ）でエデルマンはスクリーンプレイからのフェイクでトム・ブレイディからのバックワードパスをトリックプレイでダニー・アメンドラにパスを投げ、ペイトリオッツの勝利に大きく貢献した。エデルマンの大学時代のQBとしての経験が活かされたこのプレイは、彼自身NFLに入って初めてのパスであった。なおこのプレイの布石のために、この試合ではそれまでスクリーンプレイを一切使用していなかった。この試合の後エデルマンは自身のウェブサイト「julianedelman.com」でこのTDパスを投げている自分をプリントしたTシャツ「The Pass」を販売している（29.99ドル）

#### 2018年シーズン
第53回スーパーボウルで優勝し、MVPに輝いた。

#### 引退
2021年4月12日、フィジカルチェックに不合格だったことを理由にチームから契約を解消され、その直後にNFLから引退を発表した。